# Населення Руанди
Населення Руанди. Чисельність населення країни 2015 року становила 12,661 млн осіб (74-те місце у світі). Оцінка кількості населення цієї держави враховує ефекти зайвої смертності через захворювання на СНІД. Чисельність руандійців стабільно збільшується, народжуваність 2015 року становила 33,75 ‰ (30-те місце у світі), смертність — 8,96 ‰ (69-те місце у світі), природний приріст — 2,56 % (22-ге місце у світі) . 

## Природний рух

### Відтворення
Народжуваність у Руанді, станом на 2015 рік, дорівнює 33,75 ‰ (30-те місце у світі). Коефіцієнт потенційної народжуваності 2015 року становив 4,53 дитини на одну жінку (27-ме місце у світі). Рівень застосування контрацепції 51,6 % (станом на 2010 рік). Середній вік матері при народженні першої дитини становив 23 року, медіанний вік для жінок — 25—29 років (оцінка на 2015 рік).
Смертність у Руанді 2015 року становила 8,96 ‰ (69-те місце у світі).
Природний приріст населення у країні 2015 року становив 2,56 % (22-ге місце у світі).

### Вікова структура

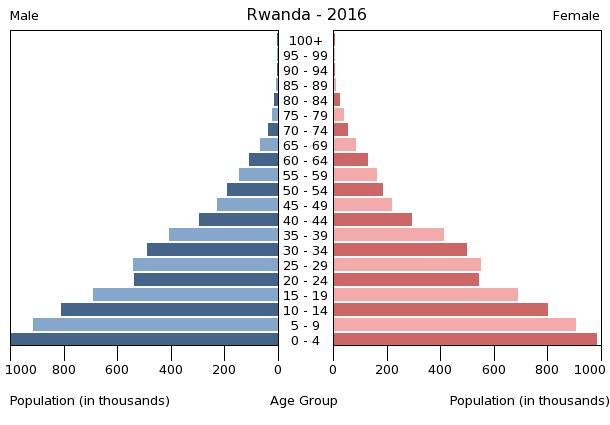
Віково-статева піраміда населення Руанди, 2016 рік

Середній вік населення Руанди становить 19 років (203-тє місце у світі): для чоловіків — 18,7, для жінок — 19,2 року. Очікувана середня тривалість життя 2015 року становила 59,67 року (199-те місце у світі), для чоловіків — 58,11 року, для жінок — 61,27 року.
Вікова структура населення Руанди, станом на 2015 рік, має такий вигляд:
- діти віком до 14 років — 41,83 % (2 670 040 чоловіків, 2 626 646 жінок);
- молодь віком 15—24 роки — 18,86 % (1 193 523 чоловіки, 1 193 953 жінки);
- дорослі віком 25—54 роки — 32,72 % (2 077 406 чоловіків, 2 065 261 жінка);
- особи передпохилого віку (55—64 роки) — 4,07 % (239 924 чоловіки, 274 829 жінок);
- особи похилого віку (65 років і старіші) — 2,53 % (131 613 чоловіків, 188 538 жінок)[1].

### Шлюбність— розлучуваність
Середній вік, коли чоловіки беруть перший шлюб, дорівнює 24,8 року, жінки — 20,6 року, загалом — 22,7 року (дані за 2010 рік).

## Розселення
Густота населення країни 2015 року становила 470,6 особи/км² (26-те місце у світі). Руанда — найбільш густонаселена країна Африки.

### Урбанізація
Руанда середньоурбанізована країна. Рівень урбанізованості становить 28,8 % населення країни (станом на 2015 рік), темпи зростання частки міського населення — 6,43 % (оцінка тренду за 2010—2015 роки).
Головні міста держави: Кігалі (столиця) — 1,257 млн осіб (дані за 2015 рік).

### Міграції
Річний рівень імміграції 2015 року становив 0,85 ‰ (66-те місце у світі). Цей показник не враховує різниці між законними і незаконними мігрантами, між біженцями, трудовими мігрантами та іншими.

#### Біженці й вимушені переселенці
Станом на 2016 рік, у країні постійно перебуває 81,3 тис. біженців з Бурунді, 73,43 тис. з Демократичної Республіки Конго. У той самий час у країні присутні внутрішньо переміщених осіб невизначеної кількості через збройне повстання 1998—1999 років.
Руанда є членом Міжнародної організації з міграції (IOM).

## Расово-етнічний склад
| Етнічний склад (2015 рік) | Етнічний склад (2015 рік) | Етнічний склад (2015 рік) | Етнічний склад (2015 рік) | Етнічний склад (2015 рік) |
| ------------------------- | ------------------------- | ------------------------- | ------------------------- | ------------------------- |
| Етнос:                    |                           |                           | Відсоток:                 |                           |
| хуту                      | хуту                      |                           | 84%                       | 84%                       |
| тутсі                     | тутсі                     |                           | 15%                       | 15%                       |
| тва                       | тва                       |                           | 1%                        | 1%                        |

Головні етноси країни: хуту — 84 %, тутсі — 15 %, пігмейський народ тва — 1 % населення.

## Мови
| Мови Руанди (2002 рік) | Мови Руанди (2002 рік) | Мови Руанди (2002 рік) | Мови Руанди (2002 рік) | Мови Руанди (2002 рік) |
| ---------------------- | ---------------------- | ---------------------- | ---------------------- | ---------------------- |
| Мова:                  |                        |                        | Відсоток:              |                        |
| кіньяруанда            | кіньяруанда            |                        | 93.2%                  | 93.2%                  |
| французька             | французька             |                        | 0.1%                   | 0.1%                   |
| англійська             | англійська             |                        | 0.1%                   | 0.1%                   |
| кісуахілі              | кісуахілі              |                        | 0.02%                  | 0.02%                  |
| інші                   | інші                   |                        | 0.3%                   | 0.3%                   |

Офіційні мови: кіньяруанда — володіє 93,2 % населення, французька — 0,1 %, англійська — 0,1 %. Інші поширені мови: кісуахілі — 0,02 %, інші мови — 0,3 % (оцінка 2002 року).

## Релігії
| Релігії в Руанді (2002 рік) | Релігії в Руанді (2002 рік) | Релігії в Руанді (2002 рік) | Релігії в Руанді (2002 рік) | Релігії в Руанді (2002 рік) |
| --------------------------- | --------------------------- | --------------------------- | --------------------------- | --------------------------- |
| Віросповідання:             |                             |                             | Відсоток:                   |                             |
| католики                    | католики                    |                             | 49.5%                       | 49.5%                       |
| протестанти                 | протестанти                 |                             | 39.4%                       | 39.4%                       |
| християни                   | християни                   |                             | 4.5%                        | 4.5%                        |
| мусульмани                  | мусульмани                  |                             | 1.8%                        | 1.8%                        |
| анімісти                    | анімісти                    |                             | 0.1%                        | 0.1%                        |
| інші                        | інші                        |                             | 0.6%                        | 0.6%                        |
| атеїсти                     | атеїсти                     |                             | 3.6%                        | 3.6%                        |
| агностики                   | агностики                   |                             | 0.5%                        | 0.5%                        |

Головні релігії й вірування, які сповідує, і конфесії та церковні організації, до яких відносить себе населення країни: римо-католицтво — 49,5 %, протестантизм — 39,4 % (адвентизм — 12,2 %, інший протестантизм — 27,2 %), інші течії християнства — 4,5 %, іслам — 1,8 %, анімізм — 0,1 %, інші — 0,6 %, не сповідують жодної — 3,6 % (2001), не визначились — 0,5 % (станом на 2002 рік).

## Освіта
Рівень письменності 2015 року становив 70,5 % дорослого населення (віком від 15 років): 73,2 % — серед чоловіків, 68 % — серед жінок.
Державні витрати на освіту становлять 5 % ВВП країни, станом на 2013 рік (73-тє місце у світі). Середня тривалість освіти становить 11 років, для хлопців — до 11 років, для дівчат — до 11 років (станом на 2013 рік).

## Охорона здоров'я
Забезпеченість лікарями в країні на рівні 0,06 лікаря на 1000 мешканців (станом на 2010 рік). Забезпеченість лікарняними ліжками в стаціонарах — 1,6 ліжка на 1000 мешканців (станом на 2007 рік). Загальні витрати на охорону здоров'я 2014 року становили 7,5 % ВВП країни (18-те місце у світі).
Смертність немовлят до 1 року, станом на 2015 рік, становила 58,19 ‰ (23-тє місце у світі); хлопчиків — 61,68 ‰, дівчаток — 54,6 ‰. Рівень материнської смертності 2015 року становив 290 випадків на 100 тис. народжень (35-те місце у світі).
Руанда входить до складу ряду міжнародних організацій: Міжнародного руху (ICRM) і Міжнародної федерації товариств Червоного Хреста і Червоного Півмісяця (IFRCS), Дитячого фонду ООН (UNISEF), Всесвітньої організації охорони здоров'я (WHO).

### Захворювання
Потенційний рівень зараження інфекційними хворобами в країні дуже високий. Найпоширеніші інфекційні захворювання: діарея, гепатит А, черевний тиф, малярія, гарячка денге, сказ (станом на 2016 рік).
2014 року було зареєстровано 210,5 тис. хворих на СНІД (29-те місце у світі), це 2,82 % населення в репродуктивному віці 15—49 років (21-ше місце у світі). Смертність 2014 року від цієї хвороби становила 3,0 тис. осіб (45-те місце у світі).
Частка дорослого населення з високим індексом маси тіла 2014 року становила 3,3 % (170-те місце у світі); частка дітей віком до 5 років зі зниженою масою тіла становила 11,7 % (оцінка на 2011 рік). Ця статистика показує як власне стан харчування, так і наявну/гіпотетичну поширеність різних захворювань.

### Санітарія
Доступ до облаштованих джерел питної води 2015 року мало 86,6 % населення в містах і 71,9 % в сільській місцевості; загалом 76,1 % населення країни. Відсоток забезпеченості населення доступом до облаштованого водовідведення (каналізація, септик): в містах — 58,5 %, в сільській місцевості — 62,9 %, загалом по країні — 61,6 % (станом на 2015 рік). Споживання прісної води, станом на 2005 рік, дорівнює 0,15 км³ на рік, або 17,25 тонни на одного мешканця на рік: з яких 33 % припадає на побутові, 11 % — на промислові, 55 % — на сільськогосподарські потреби.

## Соціально-економічне становище
Співвідношення осіб, що в економічному плані залежать від інших, до осіб працездатного віку (15—64 роки) загалом становить 78,1 % (станом на 2015 рік): частка дітей — 73,1 %; частка осіб похилого віку — 5 %, або 20,1 потенційно працездатного на 1 пенсіонера. Загалом ці показники характеризують рівень потреби державної допомоги в секторах освіти, охорони здоров'я та пенсійного забезпечення, відповідно. За межею бідності 2015 року перебувало 39,1 % населення країни. Розподіл доходів домогосподарств у країні має такий вигляд: нижній дециль — 2,1 %, верхній дециль — 43,2 % (станом на 2011 рік).
Станом на 2013 рік, у країні 9,3 млн осіб не має доступу до електромереж; 21 % населення має доступ, у містах цей показник дорівнює 67 %, у сільській місцевості — 5 %. Рівень проникнення інтернет-технологій надзвичайно низький. Станом на липень 2015 року в країні налічувалось 2,279 млн унікальних інтернет-користувачів (120-те місце у світі), що становило 18 % загальної кількості населення країни.

### Трудові ресурси
Загальні трудові ресурси 2015 року становили 6,247 млн осіб (70-те місце у світі). Зайнятість економічно активного населення у господарстві країни розподіляється таким чином: аграрне, лісове і рибне господарства — 90 %; промисловість, будівництво і сфера послуг — 10 % (станом на 2000 рік). Дані про рівень безробіття серед працездатного населення країни, станом на 2015 рік, відсутні. серед молоді у віці 15—24 років ця частка становила 4,5 %, серед юнаків — 3,6 %, серед дівчат — 5,2 %.

## Кримінал

### Торгівля людьми
Згідно зі щорічною доповіддю про торгівлю людьми (англ. Trafficking in Persons Report) Управління з моніторингу та боротьби з торгівлею людьми Державного департаменту США, уряд Руанди докладає значних зусиль у боротьбі з явищем примусової праці, сексуальної експлуатації, незаконною торгівлею внутрішніми органами, але не повною мірою, країна перебуває у списку спостереження другого рівня.

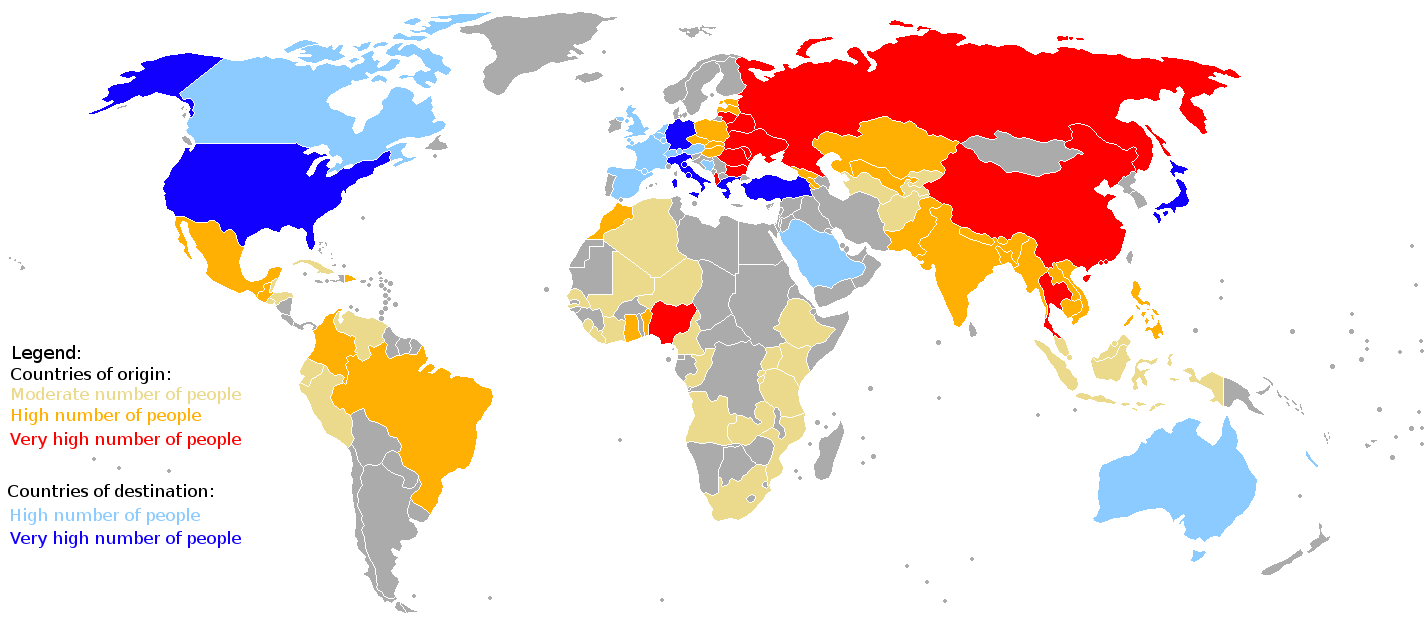
Країни-донори (червоний) і країни-реципієнти кримінальних потоків  (англ.)
Глобальна боротьба з торгівлею людьми (англ.)

## Гендерний стан
Докладніше: Фемінізм в Руанді
Статеве співвідношення (оцінка 2015 року):
- при народженні — 1,03 особи чоловічої статі на 1 особу жіночої;
- у віці до 14 років — 1,02 особи чоловічої статі на 1 особу жіночої;
- у віці 15—24 років — 1 особи чоловічої статі на 1 особу жіночої;
- у віці 25—54 років — 1,01 особи чоловічої статі на 1 особу жіночої;
- у віці 55—64 років — 0,87 особи чоловічої статі на 1 особу жіночої;
- у віці за 64 роки — 0,7 особи чоловічої статі на 1 особу жіночої;
- загалом — 0,99 особи чоловічої статі на 1 особу жіночої[1].

## Демографічні дослідження
Демографічні дослідження в країні ведуться рядом державних і наукових установ:

### Українською
- Атлас. 10—11 клас. Економічна і соціальна географія світу / упорядники :  О. Я. Скуратович, Н. І. Чанцева. — К. : ДНВП «Картографія», 2010. — ISBN 978-966-475-639-3.
- Атлас світу / голов. ред. І. С. Руденко ; зав. ред. В. В. Радченко ; відп. ред. О. В. Вакуленко. — К. : ДНВП «Картографія», 2005. — 336 с. — ISBN 9666315467.
- Безуглий В. В. Економічна і соціальна географія зарубіжних країн : Навчальний посібник. — К. : ВЦ «Академія», 2007. — 704 с. — ISBN 978-966-580-239-6.
- Безуглий В. В., Козинець С. В. Регіональна економічна і соціальна географія світу : Навчальний посібник. — видання 2-ге, доп., перероб. — К. : ВЦ «Академія», 2007. — 688 с. — ISBN 966-580-144-9.
- Головченко В. І., Кравчук О. Країнознавство: Азія, Африка, Латинська Америка, Австралія і Океанія. — К., 2006. — 335 с. — ISBN 966-8939-04-2.
- Гудзеляк І. І. Географія населення: Навчальний посібник / І. Гудзеляк. — Л. : Видавничий центр ЛНУ імені Івана Франка, 2008. — 232 с. — ISBN 978-966-613-599-8.
- Дахно І. І. Країни світу: Енциклопедичний довідник / І. І. Дахно, С. М. Тимофієв. — К. : Мапа, 2011. — 606 с. — (Бібліотека нового українця) — ISBN 978-966-8804-23-6.
- Дахно І. І. Економічна географія зарубіжних країн : навчальний посібник. — К. : Центр учбової літератури, 2014. — 319 с. — ISBN 978-611-01-0682-5.
- Джаман В. О. Регіональні системи розселення: демографічні аспекти. — Чернівці : Рута, 2003. — 392 с. — ISBN 9665685988.
- Дорошенко Л. С. Демографія: Навчальний посібник. — К. : МАУП, 2005. — 112 с. — ISBN 966-608-442-2.
- Дубович І. А. Країнознавчий словник-довідник. — 5-те вид., перероб. і доп. — К. : Знання, 2008. — 839 с. — ISBN 978-966-346-330-8.
- Економічна і соціальна географія країн світу. Навчальний посібник / За ред. Кузика С. П. — Л. : Світ, 2002. — 672 с. — ISBN 966-603-178-7.
- Загальна медична географія світу / В. О. Шевченко [та ін.] — К. : [б.в.], 1998. — 178 с.
- Книш М. М., Мамчур О. І. Регіональна економічна і соціальна географія світу (Латинська Америка та Карибські країни, Африка, Азія, Океанія) : навч. посіб. — Л. : ЛНУ ім. Івана Франка, 2013. — 368 с. — ISBN 978-617-10-0007-0.
- Крисаченко В. С. Динаміка населення: Популяційні, етнічні та глобальні виміри. — К. : Видавництво Національного інституту стратегічних досліджень, 2005. — 368 с. — ISBN 966-554-083-1.
- Любіцева О. О., Мезенцев К. В., Павлов С. В. Географія релігій. — К. : АртЕК, 1999. — 504 с. — ISBN 966-505-006-0.
- Масляк П. О. Країнознавство. — К. : Знання, 2007. — 292 с. — (Вища освіта XXI століття)
- Масляк П. О., Дахно І. І. Економічна і соціальна географія світу / П. О. Масляк, І. І. Дахно ; за ред. П. О. Масляка. — К. : Вежа, 2003. — 280 с. — ISBN 966-7091-53-8.

### Російською
- (рос.) Руанда // Демографический энциклопедический словарь / главн. ред. Валентей Д. И. — М. : Советская энциклопедия, 1985. — 608 с.
- (рос.) Руанда // Африка: энциклопедический справочник [в 2-х тт.] / гл. ред. А. Громыко. — М. : Советская энциклопедия, 1987. — Т. 2. — 671 с.
- (рос.) Руанда // Страны и народы. Африка. Восточная и Южная Африка / Редкол. : М. Б. Горнунг, Г. Б. Старушенко (отв. ред.) и др. — М. : «Мысль», 1981. — 269 с. — (Страны и народы) — 180 тис. прим.
- (рос.) Атлас народов мира / Отв. ред. С. И. Брук и В. С. Апенченко. — М. : ГУГК ГГК СССР и Институт этнографии им. Н. Н. Миклухо-Маклая АН СССР, 1964. — 185 с. — 20 тис. прим.
- (рос.) Численность и расселение народов мира. Этнографические очерки / под ред. С. И. Брука. — М. : Издательство АН СССР, 1962. — 487 с.
- (рос.) Лаппо Г. М. География городов: Учебное пособие для географических факультетов вузов. — М. : Туманит, изд. центр ВЛАДОС, 1997. — 476 с. — ISBN 5-691-00047-0.
- (рос.) Ягельский А. География населения. — М. : Прогресс, 1980. — 383 с.